# Fruitvale (BART)
Fruitvale is een metrostation in de Amerikaanse stad Oakland (Californië). Het station werd geopend op 29 januari 1973 als onderdeel van de Richmond-Fremont Line van BART.